# Metopiellus emavieirae
Metopiellus emavieirae uma espécie de besouro brasileiro encontrada na Mata Atlântica. Pertence à família Staphylinidae e à subfamília Pselaphinae. Foi descrita em 2024.